# Đá Long Hải
Đá Long Hải là một rạn san hô vòng thuộc cụm Bình Nguyên của quần đảo Trường Sa. Đá này nằm về phía đông bắc của cụm Sinh Tồn, phía đông của cụm Nam Yết và phía tây nam của đảo Vĩnh Viễn.
Đá Long Hải là đối tượng tranh chấp giữa Việt Nam, Đài Loan, Philippines và Trung Quốc. Hiện chưa rõ nước nào kiểm soát rạn vòng này.
- Tên gọi: đá Long Hải; tiếng Anh: Livock Reef; tiếng Trung: 三角礁; bính âm: Sānjiǎo jiāo, Hán-Việt: Tam Giác tiêu
- Đặc điểm: có dạng hơi giống hình tam giác với tổng diện tích là 10 km². Một vài hòn đá vẫn nổi trên mặt biển ngay cả khi thủy triều lên.[2]